# Angles (Vendée)
Angles ist eine französische Gemeinde mit 2.966 Einwohnern (Stand: 1. Januar 2022) im Département Vendée in der Region Pays de la Loire; sie gehört zum Arrondissement Les Sables d’Olonne und zum Kanton Mareuil-sur-Lay-Dissais. Die Einwohner werden Anglois genannt.

## Geographie
Angles liegt nahe der Küste des Golfs von Biscaya, der sogenannten Côte de Lumière (der Lichtküste). Durch die Gemeinde führt der Canal des Bourasses. Der Fluss Lay begrenzt die Gemeinde im Osten. Das Gemeindegebiet liegt im Regionalen Naturpark Marais Poitevin. Umgeben wird Angles von den Nachbargemeinden La Jonchère im Norden, Saint-Benoist-sur-Mer im Nordosten, Grues im Osten und Südosten, La Tranche-sur-Mer im Süden sowie Longeville-sur-Mer im Westen.
Durch die Gemeinde führt die frühere Route nationale 747.

## Bevölkerungsentwicklung
| Jahr      | 1962 | 1968 | 1975 | 1982 | 1990 | 1999 | 2006 | 2012 |
| Einwohner | 944  | 923  | 964  | 1153 | 1314 | 1582 | 1977 | 2574 |

## Sehenswürdigkeiten

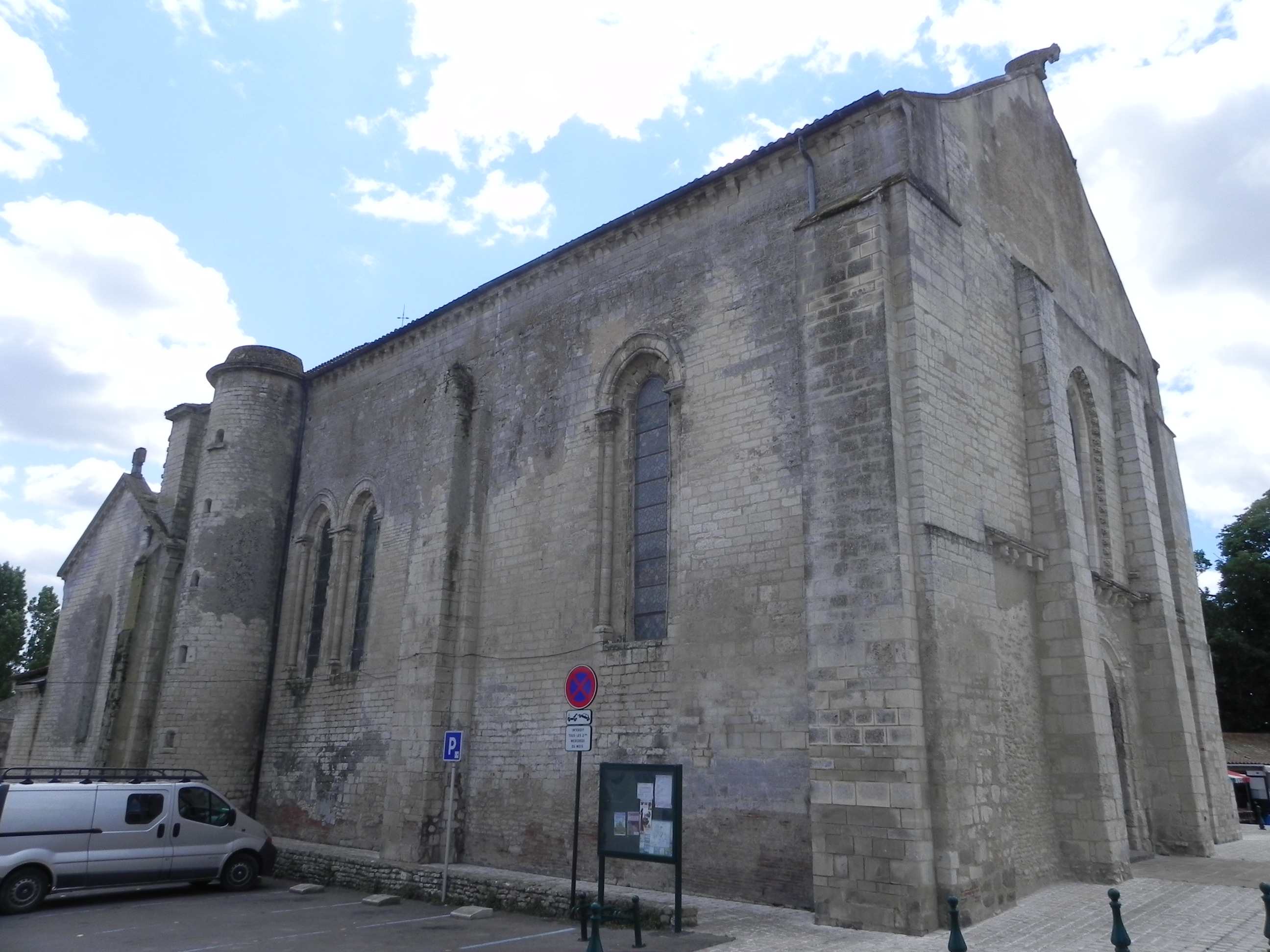
Kirche Notre-Dame-des-Anges

Siehe auch: Liste der Monuments historiques in Angles (Vendée)
- Romanische Kirche Notre-Dame-des-Anges aus dem 12. Jahrhundert, Monument historique
- Tour de Moricq, Turm aus dem 15. Jahrhundert
- Pavillon Octroi Moricq
- Ruinen der Petite-Bastille